# Astragalus pycnostachyus
Astragalus pycnostachyus är en ärtväxtart som beskrevs av Asa Gray. Astragalus pycnostachyus ingår i släktet vedlar, och familjen ärtväxter.

## Underarter
Arten delas in i följande underarter:
- A. p. lanosissimus
- A. p. pycnostachyus

## Bildgalleri

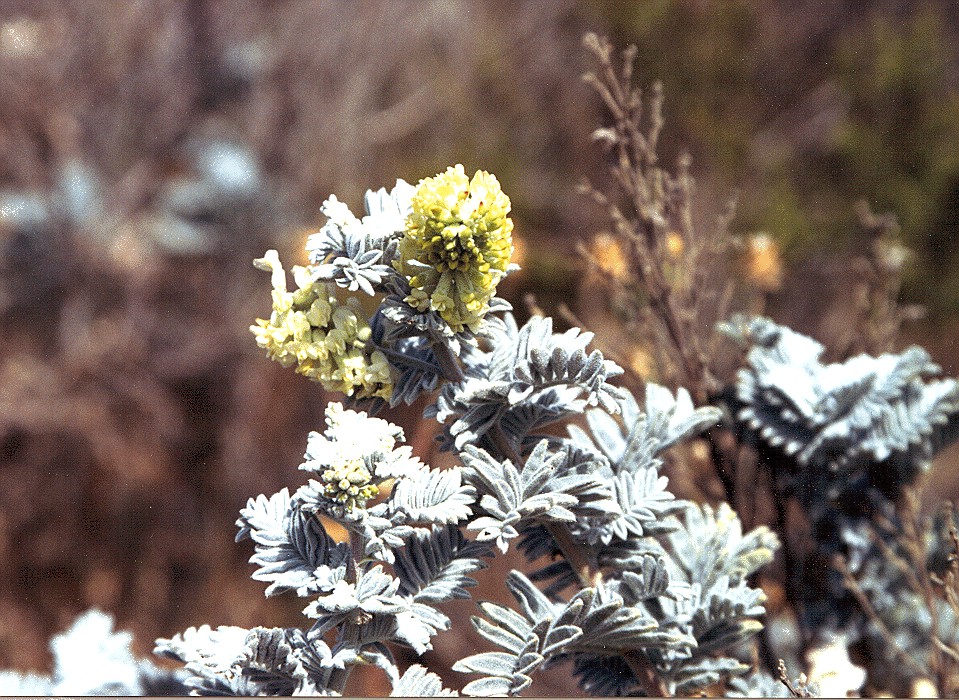